# 朱迪·赫斯特
朱迪·赫斯特是一位英国生物学家，毕业于牛津大学圣约翰学院，现为剑桥大学基督圣体学院教授，专攻線粒體生物学，特别是呼吸复合物I，2018年当选英国皇家学会会士。